# 55 Camelopardalis
55 Camelopardalis är en gul ljusstark jätte i stjärnbilden Stora björnen. Trots sin Flamsteed-beteckning tillhör den inte Giraffens stjärnbild. Den ligger på gränsen mellan stjärnbilderna och fick byta tillhörighet vid översynen av gränser mellan stjärnbilderna år 1930 och benämns sedan bytet av stjärnbild ofta HR 3182.
Stjärnan har visuell magnitud +5,33 och är synlig för blotta ögat vid god seeing.